# Liste der Nummer-eins-Hits in Südafrika (2024)
Diese Liste der Nummer-eins-Hits basiert auf den offiziellen Charts der RISA, der südafrikanischen Landesgruppe der IFPI, im Jahr 2024. Die Charts basieren vollständig auf Streaming.

## Singles
| ← 2023 ← | Liste der Nummer-eins-Hits in Südafrika (Local & International Streaming) | Liste der Nummer-eins-Hits in Südafrika (Local & International Streaming)                                           | Liste der Nummer-eins-Hits in Südafrika (Local & International Streaming) | 2025 →                    |
| \| Zeitraum \| Wo. ges. \| Interpret \| Titel Autor(en) \| Zusätzliche Informationen \| \| (Zeitraum, Wochen auf Platz eins, Interpret, Titel, Autor[en], zusätzliche Informationen) \| \| \| \| \| \| ----------------------------------------------------------------------------------------- \| -------- \| ------------------------------------------------------------------------------------------------------------------- \| ------------------------------------------------------------------------------------------------------------------------------------------------------------------------------------------------------------------------------------------------------------------ \| ------------------------- \| \| 52. Woche 2023 – 9. Woche 2024 10 Wochen \| 10 \| Mthunzi & Kabza De Small feat. Young Stunna, DJ Maphorisa, Sizwe Alakine & Umthakathi Kush \| Imithandazo Njabulo Mthunzi Ndimande, Petrus Kabelo Motha, Sandile Fortune Msimango, Themba Sonnyboy Sekowe, Sizwe Kevin Moeketsi, Tshepo Michael Makhubela \| – \| \| 10.–18. Woche 9 Wochen (insgesamt 10) \| 10 \| TitoM & Yuppe feat. S.N.E & EeQue \| Tshwala bam Thato Seth Mathobela, Bongani Kenneth Sibanyoni, Sne Ngobese, Leago Sinclaire Moganedi \| – \| \| 19.–21. Woche 3 Wochen (insgesamt 7) \| 7 \| Kendrick Lamar \| Not Like Us Ray Charles, Sean Aaron Momberger, Kendrick Lamar Duckworth, Dijon Isaiah McFarlane \| – \| \| 22. Woche 1 Woche (insgesamt 10) \| 10 \| TitoM & Yuppe feat. S.N.E & EeQue \| Tshwala bam Thato Seth Mathobela, Bongani Kenneth Sibanyoni, Sne Ngobese, Leago Sinclaire Moganedi \| – \| \| 23. Woche 1 Woche \| 1 \| Eminem \| Houdini Anne Jennifer Dudley, Jeffrey Irwin Bass, Kevin Dean Bell, Malcolm Robert Andrew McLaren, Marshall Bruce Mathers III, Steven Haworth Miller, Trevor Charles Horn \| – \| \| 24.–25. Woche 2 Wochen \| 2 \| Kabza De Small feat. Young Stunna, Nkosazana Daughter, Mthunzi, Nokwazi, Anzo, Mashudu, Murumba Pitch & Tman Xpress \| Kabza Chant Andile Ngubeni, Emmanuel Nanga Mathye, Innocent Thabang Mangolo, Mashudu Mosoeu, Njabulo Mthunzi Ndimande, Nkosazana Nolwazi Nzama, Nokwazi Dlamini, Sandile Fortune Msimango, Tsiliso Tokoloho Molokoli, Petrus Kabelo Motha, Simon Tshegofatso Teffo \| – \| \| 26.–29. Woche 4 Wochen (insgesamt 7) \| 7 \| Kendrick Lamar \| Not Like Us Ray Charles, Sean Aaron Momberger, Kendrick Lamar Duckworth, Dijon Isaiah McFarlane \| – \| \| 30.–37. Woche 8 Wochen \| 8 \| Felo Le Tee, Scotts Maphuma & Thabza Tee feat. DJ Maphorisa & Djy Biza \| Yebo lapho (gogo) Mpho Innocent Junior Lebajoa \| – \| \| 38. Woche 1 Woche \| 1 \| Bassie, M-Touch, Ranger & Amaza feat. Tman Xpress & LeeMcKrazy \| Kwelanga 2.0 Basetsana Maluleka, M-Touch, Ranger, Amaza, Tsiliso Tokoloho Molokoli, Linda Mnisi \| – \| \| 39. Woche 1 Woche \| 1 \| Usimamane \| Uvalo Omhulemnguni Mxolisi Mnguni \| – \| \| 40.–42. Woche 3 Wochen \| 3 \| Mthandeni SK feat. MaWhoo \| Gucci Mthandeni Sibusiso Mangele, Thandeka Nontobeko Ngema \| – \| \| 43. Woche 1 Woche \| 1 \| Caiiro feat. Ami Faku \| Ndisize Amanda Phumeza Faku, Patrick Dumisani Mthimunye \| – \| \| 44.–45. Woche 2 Wochen \| 2 \| Kabza De Small, Vigro Deep & DJ Maphorisa feat. Scotts Maphuma & Young Stunna \| Wishi wishi Petrus Kabelo Motha Mahlangu, Kamogelo Phetla, Tumelo Sam Mabe, Mpho Innocent Junior Lebajoa \| – \| \| 46. Woche 2024 – 2. Woche 2025 9 Wochen \| 9 \| Mr Pilato, Ego Slimflow & Tebogo G. Mashego feat. Sje Konka, Focalistic, DJ Maphorisa, Scotts Maphuma & CowBoii \| Biri marung Lethabo Modisane, Lethabo Sebetso, Mpho Innocent Junior Lebajoa, Sibusiso Mokone, Tebogo G. Mashego \| – \| |                                                                           | | |                           |
| ← 2023 |                                                                           | | | → 2025 →                  |
| Zeitraum | Wo. ges.                                                                  | Interpret | Titel Autor(en) | Zusätzliche Informationen |
| (Zeitraum, Wochen auf Platz eins, Interpret, Titel, Autor[en], zusätzliche Informationen) |                                                                           | | |                           |
| 52. Woche 2023 – 9. Woche 2024 10 Wochen | 10                                                                        | Mthunzi & Kabza De Small feat. Young Stunna, DJ Maphorisa, Sizwe Alakine & Umthakathi Kush                          | Imithandazo Njabulo Mthunzi Ndimande, Petrus Kabelo Motha, Sandile Fortune Msimango, Themba Sonnyboy Sekowe, Sizwe Kevin Moeketsi, Tshepo Michael Makhubela | –                         |
| 10.–18. Woche 9 Wochen (insgesamt 10) | 10                                                                        | TitoM & Yuppe feat. S.N.E & EeQue                                                                                   | Tshwala bam Thato Seth Mathobela, Bongani Kenneth Sibanyoni, Sne Ngobese, Leago Sinclaire Moganedi | –                         |
| 19.–21. Woche 3 Wochen (insgesamt 7) | 7                                                                         | Kendrick Lamar | Not Like Us Ray Charles, Sean Aaron Momberger, Kendrick Lamar Duckworth, Dijon Isaiah McFarlane | –                         |
| 22. Woche 1 Woche (insgesamt 10) | 10                                                                        | TitoM & Yuppe feat. S.N.E & EeQue                                                                                   | Tshwala bam Thato Seth Mathobela, Bongani Kenneth Sibanyoni, Sne Ngobese, Leago Sinclaire Moganedi | –                         |
| 23. Woche 1 Woche | 1                                                                         | Eminem | Houdini Anne Jennifer Dudley, Jeffrey Irwin Bass, Kevin Dean Bell, Malcolm Robert Andrew McLaren, Marshall Bruce Mathers III, Steven Haworth Miller, Trevor Charles Horn                                                                                           | –                         |
| 24.–25. Woche 2 Wochen | 2                                                                         | Kabza De Small feat. Young Stunna, Nkosazana Daughter, Mthunzi, Nokwazi, Anzo, Mashudu, Murumba Pitch & Tman Xpress | Kabza Chant Andile Ngubeni, Emmanuel Nanga Mathye, Innocent Thabang Mangolo, Mashudu Mosoeu, Njabulo Mthunzi Ndimande, Nkosazana Nolwazi Nzama, Nokwazi Dlamini, Sandile Fortune Msimango, Tsiliso Tokoloho Molokoli, Petrus Kabelo Motha, Simon Tshegofatso Teffo | –                         |
| 26.–29. Woche 4 Wochen (insgesamt 7) | 7                                                                         | Kendrick Lamar | Not Like Us Ray Charles, Sean Aaron Momberger, Kendrick Lamar Duckworth, Dijon Isaiah McFarlane | –                         |
| 30.–37. Woche 8 Wochen | 8                                                                         | Felo Le Tee, Scotts Maphuma & Thabza Tee feat. DJ Maphorisa & Djy Biza                                              | Yebo lapho (gogo) Mpho Innocent Junior Lebajoa | –                         |
| 38. Woche 1 Woche | 1                                                                         | Bassie, M-Touch, Ranger & Amaza feat. Tman Xpress & LeeMcKrazy                                                      | Kwelanga 2.0 Basetsana Maluleka, M-Touch, Ranger, Amaza, Tsiliso Tokoloho Molokoli, Linda Mnisi | –                         |
| 39. Woche 1 Woche | 1                                                                         | Usimamane | Uvalo Omhulemnguni Mxolisi Mnguni | –                         |
| 40.–42. Woche 3 Wochen | 3                                                                         | Mthandeni SK feat. MaWhoo                                                                                           | Gucci Mthandeni Sibusiso Mangele, Thandeka Nontobeko Ngema | –                         |
| 43. Woche 1 Woche | 1                                                                         | Caiiro feat. Ami Faku                                                                                               | Ndisize Amanda Phumeza Faku, Patrick Dumisani Mthimunye | –                         |
| 44.–45. Woche 2 Wochen | 2                                                                         | Kabza De Small, Vigro Deep & DJ Maphorisa feat. Scotts Maphuma & Young Stunna                                       | Wishi wishi Petrus Kabelo Motha Mahlangu, Kamogelo Phetla, Tumelo Sam Mabe, Mpho Innocent Junior Lebajoa | –                         |
| 46. Woche 2024 – 2. Woche 2025 9 Wochen | 9                                                                         | Mr Pilato, Ego Slimflow & Tebogo G. Mashego feat. Sje Konka, Focalistic, DJ Maphorisa, Scotts Maphuma & CowBoii     | Biri marung Lethabo Modisane, Lethabo Sebetso, Mpho Innocent Junior Lebajoa, Sibusiso Mokone, Tebogo G. Mashego | –                         |